# Leiocyrtus laeviscutellum
Leiocyrtus laeviscutellum är en stekelart som först beskrevs av Mercet 1921.  Leiocyrtus laeviscutellum ingår i släktet Leiocyrtus och familjen sköldlussteklar. Inga underarter finns listade i Catalogue of Life.